# 2018년 대한민국의 베스트셀러 목록
다음은 2018년 대한민국의 베스트셀러 목록이다. 

## 종합
1. 곰돌이 푸, 행복한 일은 매일 있어
2. 모든 순간이 너였다
3. 무례한 사람에게 웃으며 대처하는 법
4. 82년생 김지영
5. 나는 나로 살기로 했다
6. 언어의 온도
7. 죽고 싶지만 떡볶이는 먹고 싶어
8. 돌이킬 수 없는 약속
9. 나미야 잡화점의 기적
10. 역사의 역사
11. 신경 끄기의 기술
12. 말 그릇
13. 개인주의자 선언
14. 어떻게 살 것인가
15. 3층 서기실의 암호
16. 열두 발자국
17. 말의 품격
18. 곰돌이 푸, 서두르지 않아도 괜찮아
19. 연애의 행방
20. 사피엔스
21. 자존심 수업
22. 하마터면 열심히 살 뻔했다
23. 해커스 토익 기출 보카
24. 앨리스 죽이기
25. 만만하게 보이지 않는 대화법
26. 고양이. 1
27. 나, 있는 그대로 참 좋다
28. 가면산장 살인사건
29. 지적 대화를 위한 넓고 얕은 지식
30. 어디서 살 것인가
31. 해커스 토익 RC 리딩(Hackers TOEIC Reading)(개정판)
32. 바깥은 여름
33. 라틴어 수업(스페셜 에디션 한정판)(지적이고 아름다운 삶을 위한)(리커버:K)(양장본 HardCover)
34. 나의 영어 사춘기
35. 골든아워. 1
36. 설민석의 조선왕조실록
37. 파리의 아파트
38. 21세기를 위한 21가지 제언(밀리언 에디션)
39. 꽃을 보듯 너를 본다(J.H CLASSIC 2)(양장본 HardCover)
40. 도시는 무엇으로 사는가
41. 아몬드(양장본 HardCover)
42. 당신과 나 사이
43. 보노보노처럼 살다니 다행이야
44. 행복해지는 연습을 해요
45. 해커스 토익 LC 리스닝(Hackers TOEIC Listening)(개정판 7판)
46. 어떻게 원하는 것을 얻는가(밀리언 특별판)(개정판)
47. 주식투자 무작정 따라하기(개정판)
48. 운다고 달라지는 일은 아무것도 없겠지만
49. 그해, 여름 손님(양장본 HardCover)
50. 지금 하지 않으면 언제 하겠는가
51. 한때 소중했던 것들(한정판 워머 warmer 에디션)
52. 왜 나는 너를 사랑하는가(개정판)(양장본 HardCover)
53. 부의 추월차선
54. 91층 나무 집(456 book 클럽)(양장본 HardCover)
55. 랩 걸(사이언스 걸스 시리즈)
56. 혼자 잘해주고 상처받지 마라
57. 인생 우화(양장본 HardCover)
58. 코스모스(보급판)
59. 호모 데우스(밀리언 에디션)
60. 초격차(양장본 HardCover)
61. 영어회화 100일의 기적
62. 노르웨이의 숲(양장본 HardCover)
63. 단 하루도 너를 사랑하지 않은 날이 없다
64. 미움받을 용기
65. 굿 라이프(양장본 HardCover)
66. 유튜브의 신
67. 책을 지키려는 고양이(반양장)
68. 검사내전
69. 트렌드 코리아 2019
70. 유병재 농담집 블랙코미디
71. 일취월장
72. 인간 실격(세계문학전집 103)
73. 트렌드 코리아 2018(10주년 특별판)
74. 채식주의자
75. 추리 천재 엉덩이 탐정. 6: 수상한 탐정 사무소 사건(양장본 HardCover)
76. 그대 눈동자에 건배(양장본 HardCover)
77. 유시민의 글쓰기 특강
78. 임신 출산 육아 대백과(2019~2020 개정판)
79. 김영철, 타일러의 진짜 미국식 영어(한 마디를 해도 통하는)
80. 해커스 토익 스타트 리딩(Hackers TOEIC Start Reading)(신토익 Edition)(3판)
81. 7년의 밤
82. 용의자 X의 헌신(양장본 HardCover)
83. 언스크립티드(양장 리커버 한정판)(리커버:K)
84. 미중전쟁. 1: 풍계리 수소폭탄(양장본 HardCover)
85. 지적 대화를 위한 넓고 얕은 지식: 현실너머 편
86. 착! 붙는 일본어 독학 첫 걸음(CD1장포함)
87. 기획자의 습관
88. 소년이 온다
89. 쇼코의 미소(한정판 리커버)
90. 엄마의 자존감 공부
91. 우리는 언젠가 만난다(1주년 한정 리커버 특별판)
92. 불행 피하기 기술
93. 좀비고등학교 코믹스. 5
94. 나는 둔감하게 살기로 했다
95. 너의 췌장을 먹고 싶어(노블판)
96. 세상에서 가장 짧은 세계사
97. Go Go 카카오프렌즈. 2: 영국
98. 참 소중한 너라서(있는 그대로)
99. 나의 한국현대사
100. 해리. 1

## 같이 보기
- 대한민국의 베스트셀러